# Meridiano 161 oeste
El meridiano 161 oeste de Greenwich es una línea de longitud que se extiende desde el Polo Norte atravesando el océano Ártico, América del Norte, el océano Pacífico, el océano Antártico y la Antártida hasta el Polo Sur.
El meridiano 161 oeste forma un gran círculo con el meridiano 19 este.
Comenzando en el Polo Norte y dirigiéndose hacia el Polo Sur, el meridiano 161 oeste pasa a través de:
| Coordenadas                         | País, territorio o mar | Notas |
| ----------------------------------- | ---------------------- | --- |
| 90°0′N 161°0′O / 90.000, -161.000   | Océano Ártico          | |
| 71°37′N 161°0′O / 71.617, -161.000  | Mar de Chukotka        | |
| 70°21′N 161°0′O / 70.350, -161.000  | Estados Unidos         | Alaska |
| 64°51′N 161°0′O / 64.850, -161.000  | Mar de Bering          | Norton Bay |
| 64°33′N 161°0′O / 64.550, -161.000  | Estados Unidos         | Alaska |
| 64°15′N 161°0′O / 64.250, -161.000  | Mar de Bering          | Norton Sound - Pasa justo al este de Besboro Island, Alaska, Estados Unidos                                    |
| 63°37′N 161°0′O / 63.617, -161.000  | Estados Unidos         | Alaska - continental y la Isla Hagemeister                                                                     |
| 58°33′N 161°0′O / 58.550, -161.000  | Mar de Bering          | Bahía de Bristol                                                                                               |
| 56°1′N 161°0′O / 56.017, -161.000   | Estados Unidos         | Alaska - Kudobin Islands y Península de Alaska                                                                 |
| 55°26′N 161°0′O / 55.433, -161.000  | Océano Pacífico        | Pasa justo al oeste de Unga Island, Alaska, Estados Unidos Pasa justo al este del atolón Rakahanga, Islas Cook |
| 10°22′S 161°0′O / -10.367, -161.000 | Islas Cook             | Atolón Manihiki                                                                                                |
| 10°26′S 161°0′O / -10.433, -161.000 | Océano Pacífico        | |
| 60°0′S 161°0′O / -60.000, -161.000  | Océano Antártico       | |
| 78°2′S 161°0′O / -78.033, -161.000  | Antártida              | Dependencia Ross, reclamada por Nueva Zelanda                                                                  |